# Riccardo Fogli 1
Riccardo Fogli 1 è un album raccolta del cantante italiano Riccardo Fogli, pubblicato nel 1985.

## Tracce

### Lato A
1. Mondo
2. Ricordati
3. Come una volta
4. Anna ti ricordi
5. Stella

### Lato B
1. Io ti porto via
2. Ti voglio dire
3. Che amore vuoi che sia
4. È l'amore
5. Ricominciare
6. Che ne sai